# Orgburo van de Communistische Partij van de Sovjet-Unie
Het Orgburo (Russisch: Оргбюро́; ook bekend als het Organisatorische Bureau, організаційне бюро, Organizatsiyne byuro) van het Centraal Comité van de Communistische Partij van de Sovjet-Unie bestond van 1919 tot 1952, toen het werd afgeschaft bij het 19e congres van de Communistische Partij en zijn functies werden overgeheveld naar het vergrote Secretariaat.

## Rol
Het Orgburo werd in het leven geroepen om belangrijke beslissingen te nemen over het organisatorisch werk in de Sovjet-Unie. Het hield toezicht op het werk van lokale partijcomités en had de macht om communistische leden te selecteren en te plaatsen op posities die zij voor ogen hadden. De functies van het Orgburo en het Politbureau waren vaak onderling verbonden, maar de laatstgenoemde had uiteindelijk het laatste woord. Terwijl het Politbureau grotendeels betrokken was bij het strategisch plannen en het controleren van het volk en de status van het land, had het Orgburo de taak toezicht te houden op het partijkader en haar benoeming tot verscheidene posities en taken, vermoedelijk ter bevordering van de strategische agenda van de regering.

## Verkiezing
Het Orgburo werd op dezelfde manier verkozen als het Politbureau en het Secretariaat; bij plenaire sessies van het Centraal Comité. Een van de secretarissen van het Centraal Comité hield toezicht op het werk van het Orgburo. Het eerste Orgburo, bestaande uit drie leden (Vladimirski, Krestinski en Sverdlov), werd verkozen op 16 januari 1919 bij de vergadering van het Centraal Comité. Het achtste partijcongres (8 maart 1919 - 23 maart 1919) wijzigde het partijhandvest en bepaalde hoe de verkiezingen voor het Politbureau, het Orgburo en het Secretariaat moesten worden geregeld. Het Centraal Comité verkoos het nieuwe Orgburo bestaande uit vijf leden en één kandidaat-lid op 25 maart 1919. Sommige belangrijke communistische politici, zoals Jozef Stalin, Vjatsjeslav Molotov en Lazar Kaganovitsj, waren zowel lid van het Orgburo als het Politbureau, maar de meeste leden van het Orgburo waren minder belangrijke figuren dan degene die verkozen werden bij het Politbureau en het Secretariaat.